# ديفيد جريلز
ديفيد جريلز (بالإنجليزية: David Grylls)‏ مواليد 29 سبتمبر 1957 في ديترويت، الولايات المتحدة، هو دراج أمريكي سابق في صنف سباق الدراجات على المضمار. سبق أن شارك في دورة الألعاب الأولمبية الصيفية وفاز بميدالية أولمبية.

## الميداليات
| الميدالية | المسابقة                       |
| --------- | ------------------------------ |
| فضية      | الألعاب الأولمبية الصيفية 1984 |

## روابط خارجية
- ديفيد جريلز على موقع أرشيف الدراجات (الإنجليزية)
- ديفيد جريلز على موقع اللجنة الأولمبية الدولية (الإنجليزية)
- ديفيد جريلز على موقع أوليمبيديا (الإنجليزية)